# Isomira
Isomira es un género de escarabajos.

## Especies
- Isomira antennata (Panzer, 1798)
- Isomira hypocrita Mulsant, 1856
- Isomira icteropa (Küster, 1852)
- Isomira marcida (Kiesenwetter, 1863)
- Isomira murina (Linnaeus, 1758)
- Isomira sericea (Say, 1824)
- Isomira testacea Seidlitz, 1896
- Isomira thoracica (Fabricius, 1792)
- Isomira umbellatarum (Kiesenwetter, 1863)